# Монреаль (Жер)
Монреа́ль (фр. Montréal) — коммуна во Франции, в кантоне Монреаль округа Кондом, департамент Жер, Окситания. Входит в список «Самых красивых деревень Франции».
Коммуна расположена приблизительно в 570 км к югу от Парижа, в 110 км западнее Тулузы, в 50 км к северо-западу от Оша.
Код INSEE коммуны — 32290.

## Население
Население коммуны на 2008 год составляло 1269 человек.
| 1962 | 1968 | 1975 | 1982 | 1990 | 1999 | 2008 |
| ---- | ---- | ---- | ---- | ---- | ---- | ---- |
| 1893 | 1714 | 1493 | 1326 | 1221 | 1238 | 1269 |

## Администрация
| Период | Период | Фамилия       | Партия                    | Примечания               |
| ------ | ------ | ------------- | ------------------------- | ------------------------ |
| 1946   | 1974   | Анри Маган    |                           |                          |
| 1974   | 1983   | Ги Шан        |                           |                          |
| 1983   | 1989   | Андре Дюффо   |                           |                          |
| 1989   | 2014   | Жерар Безерра | Союз за народное движение | член генерального совета |

## Экономика
В 2007 году среди 745 человек в трудоспособном возрасте (15-64 лет) 516 были экономически активными, 229 — неактивными (показатель активности — 69,3 %, в 1999 году было 74,5 %). Из 516 активных работали 478 человек (247 мужчин и 231 женщина), безработных было 38 (22 мужчины и 16 женщин). Среди 229 неактивных 46 человек были учениками или студентами, 88 — пенсионерами, 95 были неактивными по другим причинам.

## Достопримечательности
- Замок Баларен (XIII век). Исторический памятник с 1942 года[4]
- Готическая церковь Сен-Филипп (XIV век). Исторический памятник с 1925 года[5]
- Романская церковь Сен-Пьер (XI век). Исторический памятник с 1979 года[6]
  - Надгробная плита эпохи Каролингов из белого мрамора. Исторический памятник с 1979 года[7]
- Готическая церковь Люзане (XV—XVI века). Исторический памятник с 1984 года[8]
- Церковь Сен-Луи, расположена на пути Св. Иакова в Сантьяго-де-Компостела
- Средневековые городские ворота. Исторический памятник с 1925 года[9]
- Галло-романская вилла Севьяк. Во многих помещениях сохранились мозаичные полы. Исторический памятник с 1978 года[10]

- Замок Баларен
- Церковь Люзане
- Руины церкви Сен-Пьер
- Раскопки виллы Севьяк
- Мозаики виллы Севьяк
- Мэрия

## Города-побратимы
- Монреаль (Канада)
- Виттисхайм (Франция)